# Perkołyski
Perkołyski (Heliornithidae) – rodzina ptaków z rzędu żurawiowych (Gruiformes). Każdy z trzech gatunków rodziny występuje na innym obszarze: perkołyska afrykańska (Podica senegalensis) – w Afryce, na południe od Sahary, perkołyska indyjska (Heliopais personatus) – w północno-wschodnich Indiach i Azji Południowo-Wschodniej, a perkołyska amerykańska (Heliornis fulica) – w Ameryce Środkowej i Południowej.
Perkołyski zamieszkują głównie lasy tropikalne w strefie równikowej.
Posiadają płatkowatą błonę pławną, podobnie jak perkozy i łyski, stąd ich nazwa – perkołyski.
Wyglądem przypominają chruściele (Rallidae), mają jednak dłuższą szyję, smuklejszy tułów, szerszy i dłuższy ogon oraz ostrzej zakończony dziób.
W przeciwieństwie do perkozów na lądzie poruszają się szybko i pewnie.
Ekologia perkołysek wciąż jest słabo poznana. Spotykane są w wielu siedliskach, zarówno w wodzie, jak i na lądzie, na bagnach czy namorzynach, jednak preferują wolno płynące, duże zbiorniki wodne.
Perkołyski są ptakami osiadłymi. Związane są z siedliskiem przypuszczalnie przez większość roku, nawet poza okresem lęgowym. Niechętnie podejmują wędrówki, chociaż zdarza się, że niektóre osobniki regularnie migrują, często zakładając nowe kolonie znalazłszy odpowiednie środowisko.
Podstawę ich pożywienia stanowią różnego rodzaju owady, żywią się także mięczakami, skorupiakami, pająkami, żabami, rybami oraz liśćmi  i nasionami roślin. Pokarm najczęściej zbierają z powierzchni wody lub z brzegów zbiorników i rzek.
Perkołyski zaczynają zwykle okres lęgowy po porze deszczowej, w dokładnie wybranym momencie zależnym od lokalnego klimatu.
Wszystkie trzy gatunki wykazują różnice w zachowaniu odnośnie do rozmnażania. Na przykład u perkołyski indyjskiej przed okresem lęgowym rozwija się mięsisty guz nad dziobem, a upierzenie samca perkołyski afrykańskiej i perkołyski amerykańskiej się zmienia. Samica i samiec perkołyski amerykańskiej wspólnie budują gniazdo i na zmianę wysiadują jaja, podczas gdy u perkołyski afrykańskiej samica wysiaduje je samotnie.
Gniazda perkołysek sprawiają wrażenie niedbale wykonanych – z patyków, drobnych gałęzi i trzcin, najczęściej usytuowane są wśród gęstej roślinności nad wodą.

## Systematyka
Rodzinę Heliornithidae reprezentują 3 gatunki z trzech monotypowych rodzajów:
- Podica Lesson, 1831 – jedynym przedstawicielem jest Podica senegalensis (Vieillot, 1817) – perkołyska afrykańska
- Heliopais Sharpe, 1893 – jedynym przedstawicielem jest Heliopais personatus (G.R. Gray, 1849) – perkołyska indyjska
- Heliornis Bonnaterre, 1791 – jedynym przedstawicielem jest Heliornis fulica (Boddaert, 1783) – perkołyska amerykańska